# Grèzes (Dordoña)
Grèzes era una comuna francesa situada en el departamento de Dordoña, en la región de Nueva Aquitania, que el 1 de enero de 2017 pasó a ser una comuna delegada de la comuna nueva de Les Coteaux-Périgourdins, al fusionarse con la comuna de Chavagnac.

## Demografía
| Gráfica de evolución demográfica de Grèzes entre 1800 y 2019 |
|                                                              |

Los datos demográficos contemplados en este gráfico de la comuna de Grèzes se han cogido de 1800 a 1999 de la página francesa EHESS/Cassini, y los demás datos de la página del INSEE.